# Psilotrichum virgatum
Psilotrichum virgatum är en amarantväxtart som beskrevs av C. C. Towns. Psilotrichum virgatum ingår i släktet Psilotrichum och familjen amarantväxter. Inga underarter finns listade i Catalogue of Life.